# Ilhas Cíes

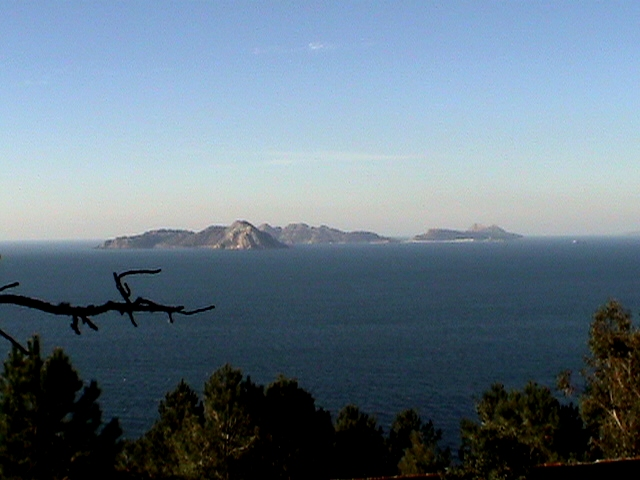
As Cíes vista desde Monte Ferro

As ilhas Cíes formam um arquipélago situado à entrada da ria de Vigo, na província de Pontevedra, na Galiza (Espanha). 

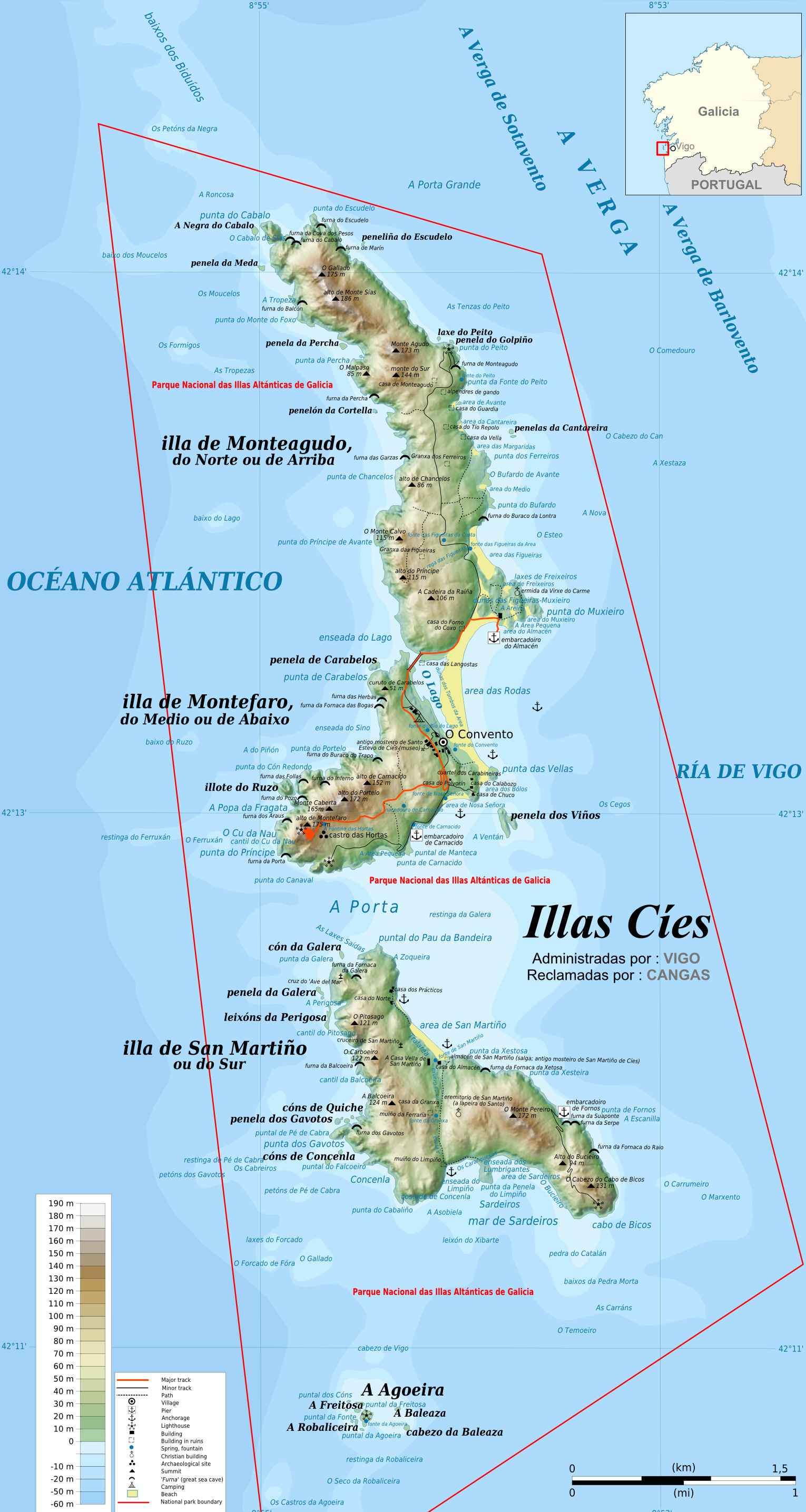
Mapa topográfico das Ilhas Cíes

Em 1980 foram declaradas parque natural, e formam parte do Parque Nacional Marítimo-Terrestre das Ilhas Atlânticas, criado em 2002. 
Em 2007, o jornal britânico The Guardian escolheu a praia de Rodas, na ilha de Monteagudo, como a "praia mais formosa do mundo".

## Geografia
Há três ilhas principais: Monteagudo ou Ilha Norde, Ilha Do Faro ou do Médio e a Ilha de São Martinho ou Sul.

## Flora e fauna
Muitas aves marinhas moram nas ilhas Cíes.

## História
Segundo escavações arqueológicas, os homens moram nas ilhas desde 3500 a.C.
Na Idade Média monges de diferentes ordens viveram ali.